# Province de l'Ouest (Sri Lanka)
Pour les articles homonymes, voir Province de l'Ouest.
La province de l'Ouest (en singhalais : බස්නාහිර පළාත, Basnahira Palata ; en tamoul : மேல் மாகாணம், Mael Maakaanam) est l'une des provinces du Sri Lanka. Sa capitale est Colombo. Elle abrite aussi la capitale du pays, Sri Jayawardenapura Kotte.

## Districts
La province est constituée de trois districts :
- Gampaha (capitale : Gampaha), au nord ;
- Colombo (capitale : Colombo), au centre ;
- Kalutara (capitale : Kalutara), au sud.

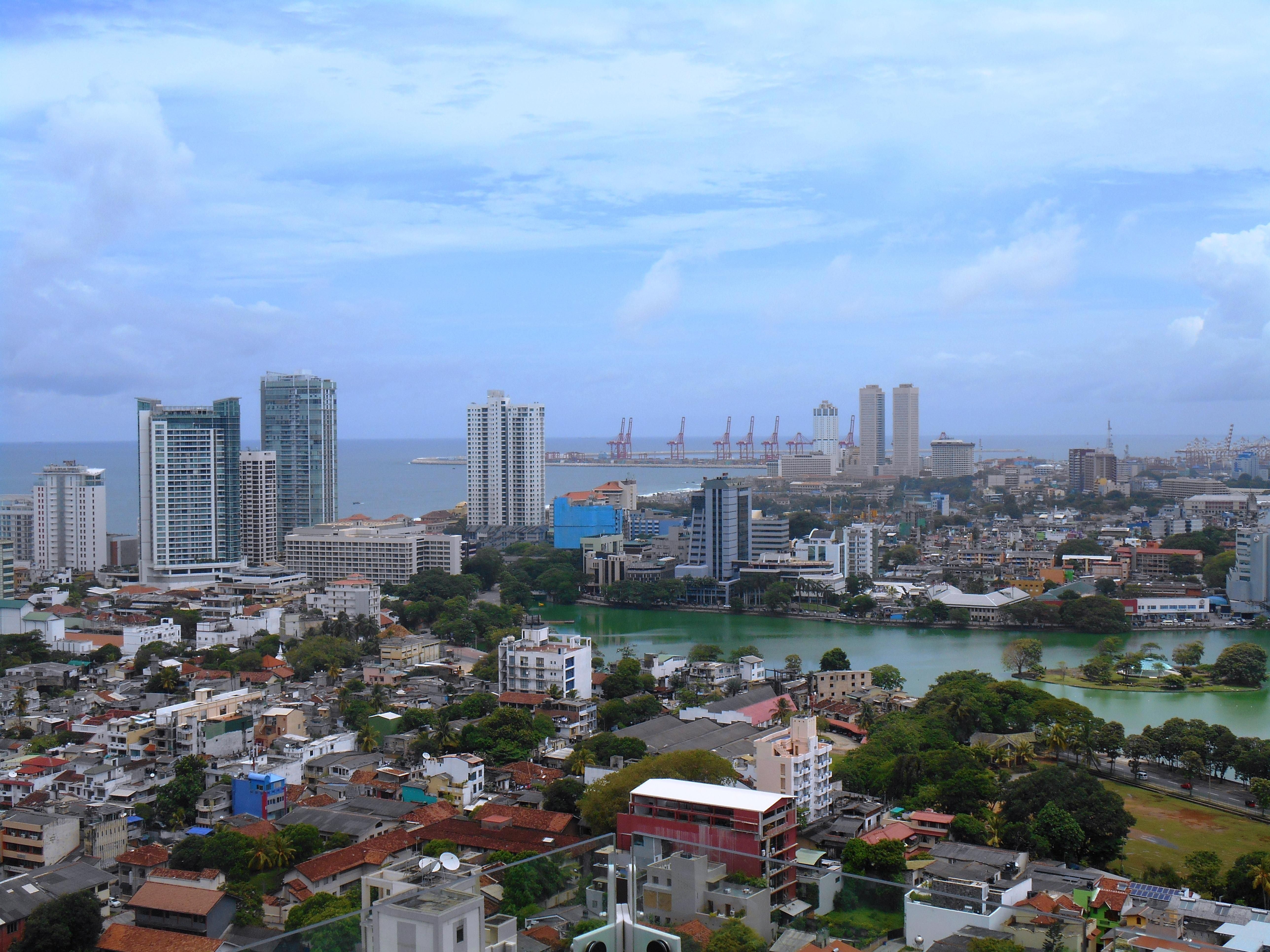
Colombo

## Histoire
La province a été fondée en 1833, sous l'occupation britannique. Une partie de son territoire a été transférée en 1845 à la province du Nord-Ouest nouvellement créée, puis une autre à la nouvelle province de Sabaragamuwa en 1889.